# Mike Dierickx
Mike Dierickx (geboren als Dirk Dierickx op 20 februari 1973) - ook bekend onder zijn aliassen M.I.K.E. Push of Push - is een Belgische dj en producer. Hij is het meest bekend van zijn single "Universal Nation".

## Dj
Mike gebruikte in zijn carrière vele aliassen: Solar Factor, M.I.K.E, The Blackmaster, Return of the Native, Plastic Boy en Push. Hij werd in 1998 bekend met zijn single "Universal Nation" onder zijn alias Push. Nadien volgden de singles "Strange World" en "The Legacy".
Mike produceerde muziek voor Sinéad O'Connor, Moby, Armin van Buuren, Bomfunk MC's, Ayumi Hamasaki, Bloodhound Gang en Dimitri Vegas & Like Mike. Hij draaide muziek in verschillende clubs over de hele wereld. In 2005 stond hij in de headline op het eerste jaar van Tomorrowland.

## Discografie

### Als Push

#### Albums
- 2000 From Beyond (Bonzai Records)
- 2002 Strange World Japan Edition (Avex Records)
- 2004 Electric Eclipse (Bonzai Records)
- 2009 Global Age (Armada Music)
- 2018 Together We Rule The World (Mostiko)
- 2020 From Beyond Album Sampler E.P. (Bonzai Classics)
- 2020 Neon Life (Push Forward)

#### Hitlijsten
| Single met eventuele hitnotering(en) in de Nederlandse Top 40 | Datum van verschijnen | Datum van binnenkomst | Hoogste positie | Aantal weken | Opmerkingen                             |
| ------------------------------------------------------------- | --------------------- | --------------------- | --------------- | ------------ | --------------------------------------- |
| Please Save Me                                                | 2001                  | 02-03-2002            | 36              | 2            | met Sunscreem / Dancesmash op Radio 538 |

#### Singles
| 1994                                  | "Acid Hysteria"                  | —  | Singles only     |
| 1995                                  | "Da Story"                       | —  | Singles only     |
| 1995                                  | "Blast Traxx"                    | —  | Singles only     |
| 1998                                  | "The Real Anthem"                | —  | Single only      |
| 1998                                  | "Universal Nation"               | 36 | From Beyond      |
| 1999                                  | "Cosmonautica"                   | —  | From Beyond      |
| 1999                                  | "Till We Meet Again"             | 46 | From Beyond      |
| 1999                                  | "Universal Nation '99"           | 35 | Single only      |
| 2000                                  | "Electro Fever"                  | —  | From Beyond      |
| 2000                                  | "Strange World"                  | 21 | Strange World    |
| 2001                                  | "Please Save Me" (vs. Sunscreem) | 36 | Singles only     |
| 2001                                  | "The Legacy"                     | 22 | From Beyond      |
| 2002                                  | "Tranzy State of Mind"           | 31 | From Beyond      |
| 2002                                  | "Strange World" (2002 remake)    | —  | Singles only     |
| 2002                                  | "Universal Nation 2002"          | —  | Singles only     |
| 2002                                  | "Dreams from Above" (vs Globe)   | —  | Singles only     |
| 2002                                  | "Strange World/The Legacy"       | 55 | Singles only     |
| 2003                                  | "Universal Nation 2003"          | 54 | Electric Eclipse |
| 2003                                  | "Tranceformation" (vs Globe)     | 92 | Electric Eclipse |
| 2003                                  | "Journey of Life"                | 86 | Electric Eclipse |
| 2004                                  | "Blue Midnight"                  | —  | Electric Eclipse |
| 2004                                  | "Electric Eclipse"               | —  | Electric Eclipse |
| 2004                                  | "R.E.S.P.E.C.T."                 | —  | Electric Eclipse |
| "—" betekent geen plek in de top 100. |                                  |    |                  |

### Als Plastic Boy

#### Albums
- 2005 It's A Plastic World (Bonzai Records)
- 2011 Plastic Infusion (Armada Music)

#### Singles
- 1998 "Twixt"
- 1998 "Life Isn't Easy"
- 1999 "Angel Dust"
- 2000 "Can You Feel It"
- 2001 "Silver Bath"
- 2003 "Live Another Life"
- 2004 "Twixt 2004"
- 2005 "From Here to Nowhere"
- 2008 "Rise Up" / "A New Life"
- 2010 "Chocolate Infusion" / "Exposed"
- 2010 "Aquarius" / "Journey of a Man" / "We're Back To Stay"
- 2011 "RED E.P"
- 2016 "Now & Forever"

### Als M.I.K.E. en later on M.I.K.E. Push

#### Albums
- 2005 Armada Presents: Antwerp '05 (Armada Music)
- 2006 The Perfect Blend (Armada Music)
- 2007 Moving On In Life (Armada Music)
- 2013 World Citizen (ID&T - High Contrast Recordings)

#### Singles
- 1999 "Futurism"
- 2000 "Sunrise at Palamos"
- 2001 "The Running Night"
- 2002 "Ice Cream" (vs John '00' Fleming)
- 2003 "Turn Out The lights"
- 2004 "Totally Fascinated"
- 2004 "Pound" (vs. Armin van Buuren)
- 2004 "Intruder" (vs. Armin van Buuren)
- 2004 "Dame Blanche" (vs John '00' Fleming)
- 2005 "Massive Motion"
- 2005 "Fuego Caliente"
- 2006 "Voices From The Inside"
- 2006 "Salvation"
- 2006 "Strange World 2006"
- 2006 "Into The Danger"(met Andrew Bennet)
- 2007 "Changes 'R Good"
- 2008 "Nu Senstation"
- 2008 "A Better World" (met Andrew Bennet)
- 2010 "Art of love"
- 2011 "Back in Time"
- 2012 "Coleurs Du Soleil" (met Maor Levi)
- 2013 "Elements Of Nature" (vs Rank 1)
- 2013 "Canvas"
- 2014 "Astrolab"
- 2015 "Zenith" (vs Rank 1)
- 2016 "Quadrant"
- 2016 "Chiffon"
- 2016 "Pretention"
- 2016 "Circa"
- 2016 "Estivate"
- 2016 "Night Shades"
- 2017: "Sonorous" [Who's Afraid Of 138?!]
- 2018 "Freysa" (als Cosmo Kid)[2]
- 2019 "Somewhere Out There" (als Cosmo Kid)[3]

### Als Solar Factor
- 2001 "Deep Sonar"
- 2002 "No Return"
- 2002 "Urban Shakedown"
- 2004 "Fashion Slam"
- 2005 "Global Getaways"
- 2005 "The Rising Sun"

### Als Project M.C.
- 2010 "Kontrol" / "Crossing The Sun"

### Retro Active
- 2020 "Here Once Again" vs. DJ Ghost

### Remixes
- Art Of Trance: "Madagascar" (Push Remix)
- Cygnus X: "The Orange Theme" (Push Remix)
- Mauro Picotto: "Back To Cali" (Push Remix)
- Moby: "In This World" (Push Vocal Mix)
- Rio Klein: "Fearless" (Push Remix)
- Sinéad O'Connor: "Troy – Phoenix From The Flame" (Push Remix)
- Sunscreem: "Exodus" (Push Remix)
- The Space Brothers: "Everywhere I Go" (Push Trancendental Remix)
- Yves Deruyter: "Music Non Stop" (Push Remix)
- Robert Gitelman: "Things 2 Say" (M.I.K.E. Remix)
- The Gift: "Love Angel" (M.I.K.E. Remix)
- Armin van Buuren: "In And Out Of Love" (Push Trancedental Remix)
- Arnej: "They Always Come Back" (M.I.K.E. Remix)
- Ramirez Vs. Nebula: "Hablando" (Push Remix)
- Ayumi Hamasaki: "Boys & Girls" (Push Remix)
- Ayumi Hamasaki: "Carols" (Push Remix)
- Psy'Aviah: "Ok" (M.I.K.E. Remix)
- Lange: "Kilimanjaro" (M.I.K.E. Remix)
- Bloodhound Gang: "Clean Up In Aisle Sexy" (M.I.K.E. Push Remix)
- Dimitri Vegas & Like Mike vs. Diplo feat Deb's Daughter: "Hey Baby" (M.I.K.E Push Remix)